# Pelo Sabor do Gesto - Em Cena
Pelo Sabor do Gesto - Em Cena é o segundo álbum ao vivo da cantora brasileira Zélia Duncan. O disco contém a gravação do espetáculo de Duncan no Teatro João Caetano em Niterói.

## Histórico
No dia 28 de Janeiro de 2011, Duncan anunciou no Twitter que a gravação do DVD ao Vivo de Pelo Sabor do Gesto seria no Teatro Municipal de Niterói, em março daquele ano.
Citação: Bons dias! Niterói, meu povo, o DVD vai ser em Niterói! A data será confirmada, vamos devagar , que eu tenho pressa! :-) Venham nessa, vai ser no Municipal de Niterói, onde ele nasceu. Ele e eu! :-) Estou aqui, recheando o bolo com mil motivos e carinhos!

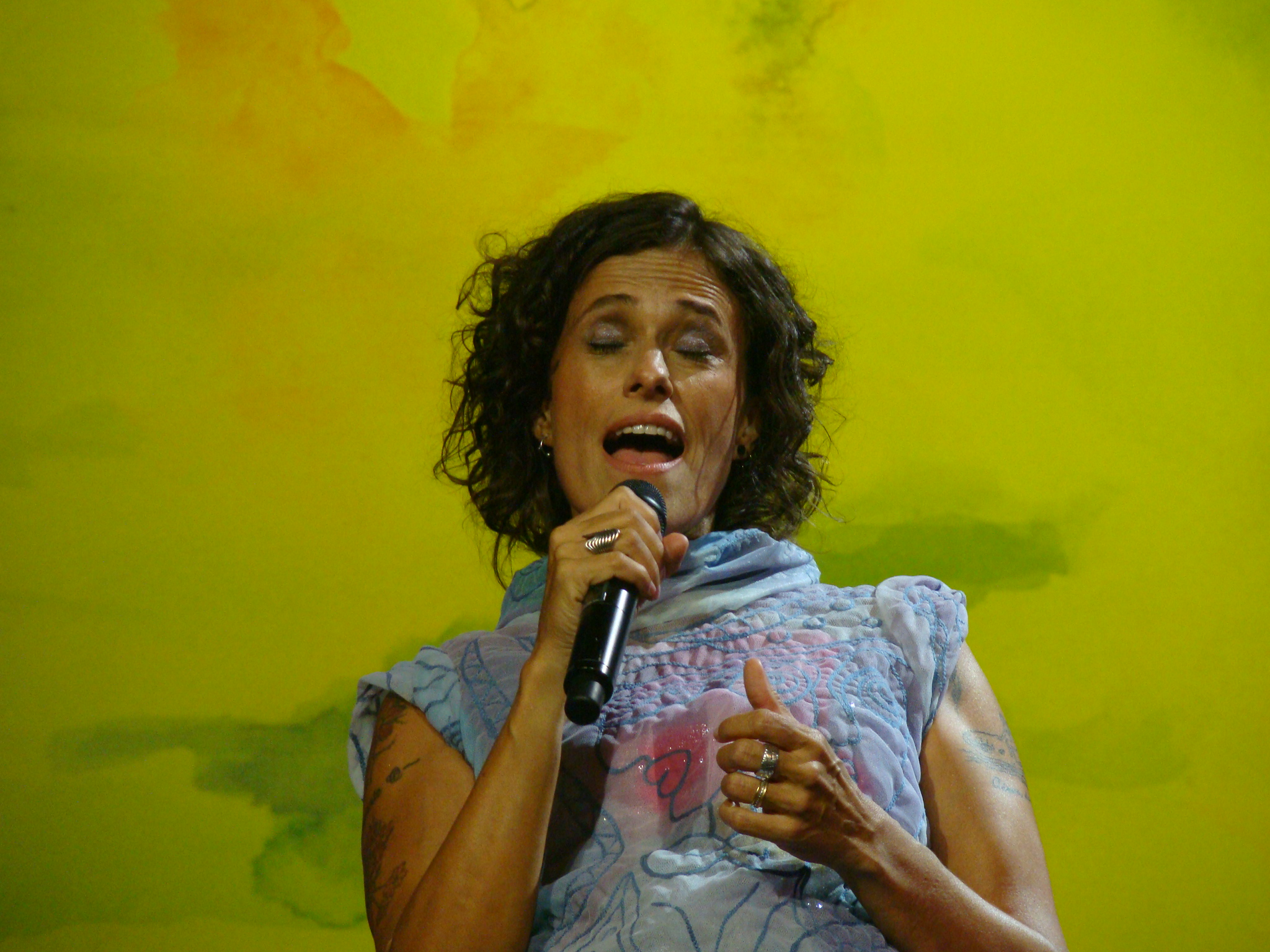
Zélia na gravação do DVD.

No dia 7 de Fevereiro assinou com a gravadora Biscoito Fino para o lançamento do DVD, numa parceria com o Canal Brasil.
A gravação do DVD foi dirigida por Hugo Prata e Zélia seguiu o roteiro original do show com algumas adições, cantando as 14 faixas do álbum "Pelo Sabor do Gesto", "Flores" e "Intimidade" de trabalhos pregressos, "Cedotardar" de Tom Zé, "Felicidade" de Luiz Tatit e "I Love You" de Roberto Carlos.
Abriu o show com "Boas Razões" com a participação de Fernanda Takai e John Ulhoa, co-produtor do disco. Paulinho Moska e Christiaan Oyens foram convidados para "O Tom do Amor", parceria dela com Paulinho, tendo ele lançado essa faixa em seu disco "Muito Pouco" (2010). Marcelo Jeneci, que compôs "Todos os Verbos" com Zélia e tocou em todas as canções do disco, participou cantando "Borboleta" em dueto com ela, uma parceria dos dois com Arnaldo Antunes e Alice Ruiz. O show foi dirigido por Ana Beatriz Nogueira, o figurino de Zélia e da banda foi assinado por Ronaldo Fraga.

## Informações do álbum
No DVD estão presentes as imagens do concerto na íntegra, algumas imagens do backstage e quatro faixas bônus.
O CD contém parte das músicas cantadas no espetáculo e quatro inéditas.

## Lista de faixas

### DVD
1. Boas Razões (De Bonnes Raisons)
2. Ambição
3. Telhados De Paris
4. Se Um Dia Me Quiseres
5. Intimidade
6. Tudo Sobre Você
7. Felicidade
8. Esporte Fino Confortável
9. Aberto
10. Se Eu Fosse
11. Duas Namoradas
12. Defeito 10: Cedotardar
13. Borboleta
14. Todos Os Verbos
15. Pelo Sabor Do Gesto (As-Tu Déjà Aimé)
16. Os Dentes Brancos Do  Mundo
17. I Love You
18. Por Isso Corro Demais
19. Sinto Encanto
20. O Tom do Amor
21. Flores
22. Nem Tudo
23. Catedral

#### Extras
Faixas em estúdio
1. Borboleta
2. O Tom Do Amor
3. Por Isso Eu Corro Demais
4. Defeito 10: Cedotardar

Extras
1. Making Of: Borboleta
2. ZD 3.0

### CD
1. Boas Razões (De Bonnes Raisons)
2. Tudo Sobre Você
3. Todos Os Verbos
4. Telhados De Paris
5. Aberto
6. Pelo Sabor Do Gesto (As-Tu Déjà Aimé?)
7. Duas Namoradas
8. Felicidade
9. Os Dentes Brancos Do Mundo
10. Borboleta (em estúdio)
11. O Tom Do Amor (em estúdio)
12. Por Isso Eu Corro Demais (em estúdio)
13. Defeito 10: Cedotardar (em estúdio)